# Начоле
Начоле (бенг. নাচোল, англ. Nachole) — город на северо-западе Бангладеш, административный центр одноимённого подокруга. Площадь города равна 5,15 км². По данным переписи 2001 года, в городе проживало 7931 человек, из которых мужчины составляли 53,2 %, женщины — соответственно 46,8 %. Плотность населения равнялась 1540 чел. на 1 км². Уровень грамотности населения составлял 43,6 % (при среднем по Бангладеш показателе 43,1 %). 